# Аль-Джаиш (футбольный клуб, Эр-Райян)
«Аль-Джейш» (араб. نادي الجيش الرياضي‎) — бывший катарский профессиональный футбольный клуб из города Эр-Райян, выступавший в Старс-лиге. Основан в 2007 году. Изначально создавался как клуб Вооружённых сил Катара. В июле 2017 году слился с клубом «Лехвия», став частью нового клуба под названием «Ад-Духейль».

## История
11 апреля 2011 года «Аль-Джейш» впервые в истории вышел в высший дивизион Катара, обыграв «Эш-Шамаль» со счетом 4-0.
В первом же сезоне клуб стал серебряным призёром Q-лиги и пробился в Лигу чемпионов АФК.

## Клубы-партнёры
- Актобе

## Достижения
- Вторая лига Катара (1): 2010/11
- Кубок Q-лиги (1): 2013
- Кубок Наследного принца Катара (1): 2014

## Тренеры
- Мохаммед Аль Аммари (2007—2011)
- Периклес Шамуска (2011—2012)
- Рэзван Луческу (2012—2014)
- Юсеф Адам (и. о.) (2014)
- Набиль Маалул (2014)
- Абдулкадир Алмогайшаб (и.о.) (2014)
- Сабри Лямуши (2015—2017)